# یواس‌اس پی‌سی-۱۱۷۹
یواس‌اس پی‌سی-۱۱۷۹ (به انگلیسی: USS PC-1179) یک زیردریایی بود که طول آن ۱۷۳ فوت ۸ اینچ (۵۲٫۹۳ متر) بود. این زیردریایی در سال ۱۹۴۳ ساخته شد.